# 阿拉·卡查特利安
阿拉·卡查特利安（1982年9月13日—）是一名亞美尼亞舉重運動員，曾代表國家參加2012年倫敦奧運的85公斤級舉重比賽，並未獲得獎牌。